# 烏魯普區

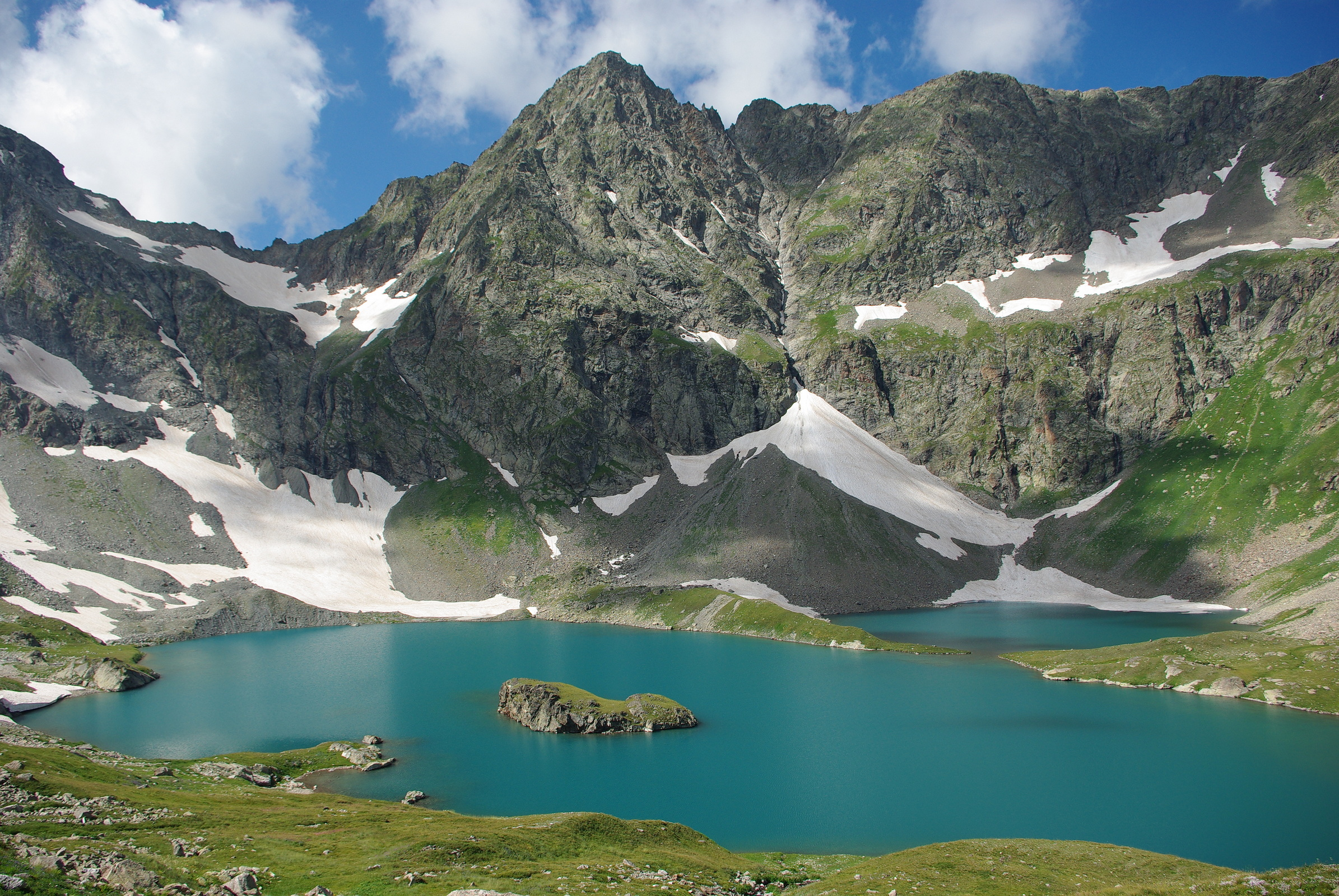

烏魯普區（俄语：Урупский район），是俄羅斯的一個區，位於該國西南部，由卡拉恰伊-切爾克斯共和國負責管轄，面積2,782平方公里，2010年人口24,404，人口密度每平方公里8.77人。
43°57′N 41°11′E / 43.950°N 41.183°E